# 津屋崎駅
津屋崎駅（つやざきえき）は、かつて福岡県福津市津屋崎に存在した、西日本鉄道（西鉄）宮地岳線の駅。宮地岳線（現・貝塚線）の延伸により同線の終着駅となり、その後に行われた同線の区間廃止に伴い廃駅となった。

## 歴史
- 1951年（昭和26年）7月1日：宮地岳線宮地岳 - 当駅間開通にあわせて開業。
- 1980年代：周辺道路の整備に伴い、駅を貝塚方へ移動。
- 2007年（平成19年）4月1日：廃止。

## 駅構造
島式ホーム1面2線を有する地上駅。有人駅であった。標高3.9 mに位置する。夜間は1番線に1本、2番線に2本、合わせて3本の列車が夜間滞泊していた。
1980年代に線路終端側に新たに道路が整備され、その用地提供のため駅が移動された。駅舎と分岐器を貝塚方へ移動、旧ホーム中程の一部は再利用され、貝塚方が新規に延長された。右写真の奥側でホームが切り接がれている。この時作られた道路は福岡県道26号の一部となり、1993年（平成5年）に国道495号に昇格している。
車止めに向かって左側に駅舎があった。「電車延長記念」の石碑が駅の脇に建てられたが、現在は線路、駅舎、ホームが全て撤去され、石碑だけが残っている。なお、駅の敷地は2014年に全18区画の分譲住宅地となっている。

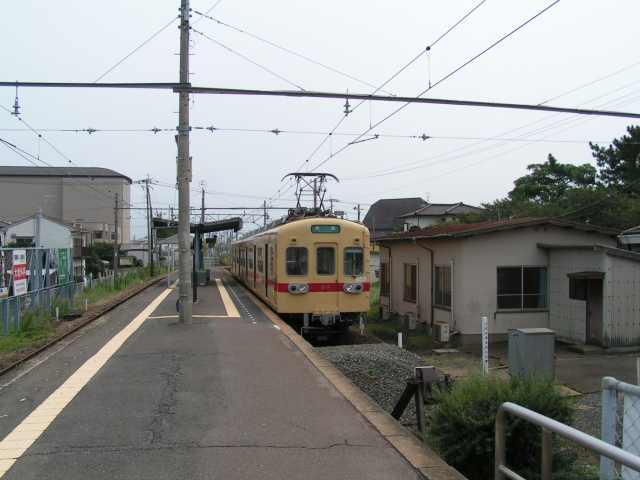
ホーム（2006年8月）
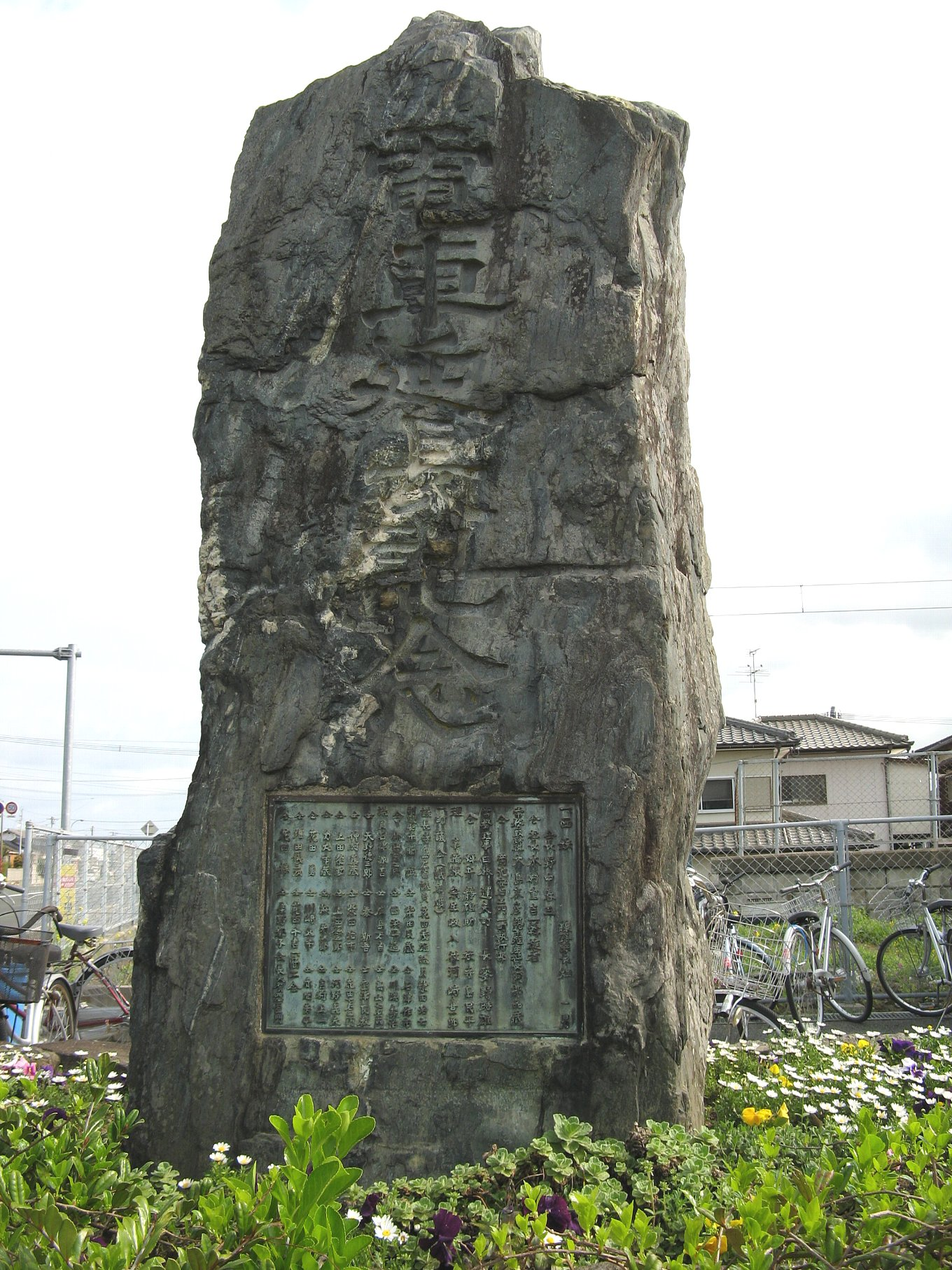
「電車延長記念」の石碑（2007年3月）

## 利用状況
1日の平均乗車および乗降人員は下表のとおり。
| 年度   | 1日平均 乗車人員 | 1日平均 乗降人員 |
| ------ | ---------------- | ---------------- |
| 2000年 | 904              | 1,586            |
| 2001年 | 871              | 1,521            |
| 2002年 | 745              | 1,493            |
| 2003年 | 675              | 1,352            |
| 2004年 | 625              | 1,249            |
| 2005年 | 600              | 1,203            |
| 2006年 | 578              | 1,156            |

## 駅周辺
旧津屋崎町の中心部にあたる。駅の頭端の前を国道495号が通っている。
- 東郷神社
- 福津市役所津屋崎庁舎
- 福岡県立水産高等学校
- 津屋崎海水浴場[3]
- 福津市立津屋崎中学校
- 福津市立津屋崎小学校
- 津屋崎郵便局

## その他
- 始発列車から3番列車発車まで、駅窓口で車内補充券を発売していた。
- 記念スタンプが設置されていた。
- 当駅終着前の車内では、車内放送に先立ちチューリップの「心の旅」のオルゴールチャイムを鳴らしていた。

## 隣の駅
西日本鉄道
■ 宮地岳線
宮地岳駅 - 津屋崎駅